# 아일랜드 의용군
아일랜드 의용군(아일랜드어: Óglaigh na hÉireann, 영어: Irish Volunteers)은 1913년 아일랜드의 독립을 위해 결성된 무장 단체이다. 아일랜드 시민군과 함께 1916년 부활절 봉기에 주도적으로 참여하였으며 아일랜드 공화국군 설립의 모체가 되었다. 아일랜드 의용군은 1912년 결성된 얼스터 의용군에 대항하여 조직되었으며 "모든 아일랜드인의 보편적 자유와 권리의 수호"를 천명하였다.
아일랜드 의용군에 가담한 주요 단체로는 게일어 연맹, 히베르니아 고대 기사단과 신페인 등이 있다.

## 결성

### 배경
1886년 영국의 총리 윌리엄 글래드스턴에 의해 아일랜드의 자치를 인정하는 첫 법률이 발효되었으나 영국 하원에 의해 부결되었다. 7년 후 두 번째 자치 법안이 하원을 통과하였으나 이번엔 영국 상원이 이를 거부하였다. 1912년 세 번째 자치법안이 영국 하원에 상정되자 아일랜드의 독립을 촉구하는 민족주의 세력과 영국과의 합병 유지를 주장하는 합병파는 중대한 전환점을 맞게 되었다.
1912년 11월 28일 벨파스트의 시청에 합병파 25만명이 서명한 자치법안 반대 청원이 접수되었다. 이들 합병파는 자치법안이 가결될 경우 무력 행사도 불사하겠다는 의지를 천명하고 1912년 1월 얼스터 의용군을 결성하였다.

### 발의
아일랜드 의용군의 결성을 발의한 곳은 아일랜드 공화주의 형제단이었다. 아일랜드 공화주의 형제단의 회원이자 공화파 청년단체인 피너 에이런(아일랜드어: Fianna Éireann, 아일랜드 협회)를 창립한 불머 홉슨이 "아일랜드 의용군 결성을 위한 제안"을 기초하였다. 작은 그룹에 불과했던 아일랜드 공화주의 형제단은 아일랜드 의용군의 결성을 실현하기 위해 다른 민족주의적인 단체들과 협력하였다.
1913년 1월 아일랜드 공화주의 형제단은 더블린의 아일랜드 전국 포레스터 재단 건물에 사무실을 열고 아일랜드 의용군 창설을 위해 노력하는 한편 제식 훈련과 군사 훈련을 시작하였다. 이들은 헤리 볼랜드의 지휘 아래 피너 에이런, 켈트 육상 협회 등과 함께 행진을 하기도 하였다.
마이클 콜린스를 비롯한 여러 아일랜드 공화주의 형제단의 회원들은 아일랜드 의용군이 영국 정부에 대해 "무릎 반사"와 같은 즉각적인 대응을 취하지 못하고 있으며 그저 "고참 아일랜드 형제단원의 보충 부대"에 불과하다고 평가하였다.
아일랜드 공화주의 형제단은 독자적으로 아일랜드 의용군을 지휘할 수 없었다. 이에 따라 1913년 7월 더블린에서 아일랜드 의용군의 지휘부가 구성되었다. 지휘부를 결성하면서 이들은 최초로 아일랜드 공화국 헌법을 언급하였다.

### 출범
아일랜드 공화주의 형제단은 아일랜드 의용군의 상징적인 지휘관으로 형제단의 창립자이자 더블린 대학교의 교수였던 에오윈 맥네일을 지명하였다. 1913년 11월 1일 오라힐리는 게일어 연맹이 발행하던 신문인 《안 클리어브 솔리쉬》(아일랜드어: An Claidheamh Soluis, 빛의 검)에 〈북쪽의 시작〉이라는 기사를 실어 아일랜드 의용군의 설립을 알리고 맥네일을 지지하였다.
1913년 11월 25일 아일랜드 의용군의 공식적인 출범을 알리는 집회가 더블린의 로툰더 호텔 부근에서 열렸다. 5천여명이 참석한 가운데 열린 출범식에서는 맥네일, 패트릭 피어스, 마이클 데이비트와 같은 이들이 연설하였다. 의용군 단원들은 옷깃에 백색 활모양의 상징을 달았다.
한편 또 다른 무장 단체인 아일랜드 시민군이 같은 해 8월 19일 결성되었다. 그러나 당시 이들과 의용군 간에는 별다른 교류가 없었다.

## 조직
아일랜드 의용군은 30명으로 구성된 운영위원회에 의해 지휘되었다. 1914년 당시 운영위원은 다음과 같다.
- 상임 서기: 에오윈 맥네일(게일어 연맹, 이하 GL), 로렌스 케틀(아일랜드 의회당, 이하 IPP), 히베르니아 고대 기사단(이하 AOH)
- 상임 감사: 오라힐리(신페인, 이하 SF), 존 고어(IPP, AOH]])
- 위원: 피어러스 베슬레이(아일랜드 공화주의 형제단, 이하 IRB), 로저 케이스먼트 경(GL), 에몬 켄트(IRB, GL, SF), 존 피츠기번(IRB, GL, SF), 리엄 노건, 불머 홉슨(IRB, 핀 에이런 이하 FE), 마이클 저지(AOH), 코머스 케틀(IPP, AOH), 제임스 레너헌(AOH), 마이클 로너건(IRB, FE), 피터 매컨(IRB, 노동운동가, SF, GL), 션 맥 디아마다(IRB, 아일랜드 자유당), 토머스 맥도너, 리엄 멜로우(IRB), 콜 모리스 무어(IPP, GL, 코노트 레인저), 셔머스 오코널(IRB), 콜름 오러프린(성 엔더 학교, 이하 SES), 페터 오 레일리(AOH), 로버트 페이지(IRB, 켈트 육상 협회, 이하 GAA), 패트릭 피어스(IRB, GL, SES), 조셉 플런컷(아일랜드 비평가), 존 월쉬(AOH), vlxj ghkdlxm(켈트 문학 협회)
- 핀 에이런 대표: 콘 콜버트(IRB), 에몬 마틴(IRB), 페트릭 오리언(IRB)

위원회가 구성되었을 때 아일랜드 공화주의 형제단은 30명 가운데 12명이었다. 이후 패트릭 피어스, 조셉 플런컷, 토머스 맥도너가 아일랜드 공화주의 형제단에 가입하여 형제단은 위원회의 반수를 차지할 수 있었다.
1913년 11월 25일 아일랜드 의용군은 선언문을 발표하여 자신들의 목적이 "모든 아일랜드인의 보편적 자유와 권리의 수호"에 있으며 "침략 및 지배"를 부정한다고 밝혔다. 맥네일은 영국의 압제에 맞서는 의용군이 대중적인 지지를 받을 것이라 확신하였다. 그는 제1차 세계대전 중에 무장 봉기를 계획하였다.

## 무장
아일랜드 의용군은 얼스킨 칠더즈로부터 독일제 소총 1,000여 정을 인수받았다. 이 무기는 이후 부활절 봉기 등에 사용되었다.

## 분열
제1차 세계대전이 발발하자 영국 정부는 세 번째 자치 법안의 효력을 정지하였다. 이에 따라 아일랜드 의회당의 레먼드를 따르는 아일랜드 의용군의 상당수가 영국의 약속을 믿고 1차대전에 연합국의 일원으로 참전한 국민의용군으로 참전하였다. 한편, 맥네일 및 피어스 등의 아일랜드 의용군은 영국 정부의 자치법안 효력 정지를 비난하며 1차대전 참전을 거부하였다.

## 부활절 봉기

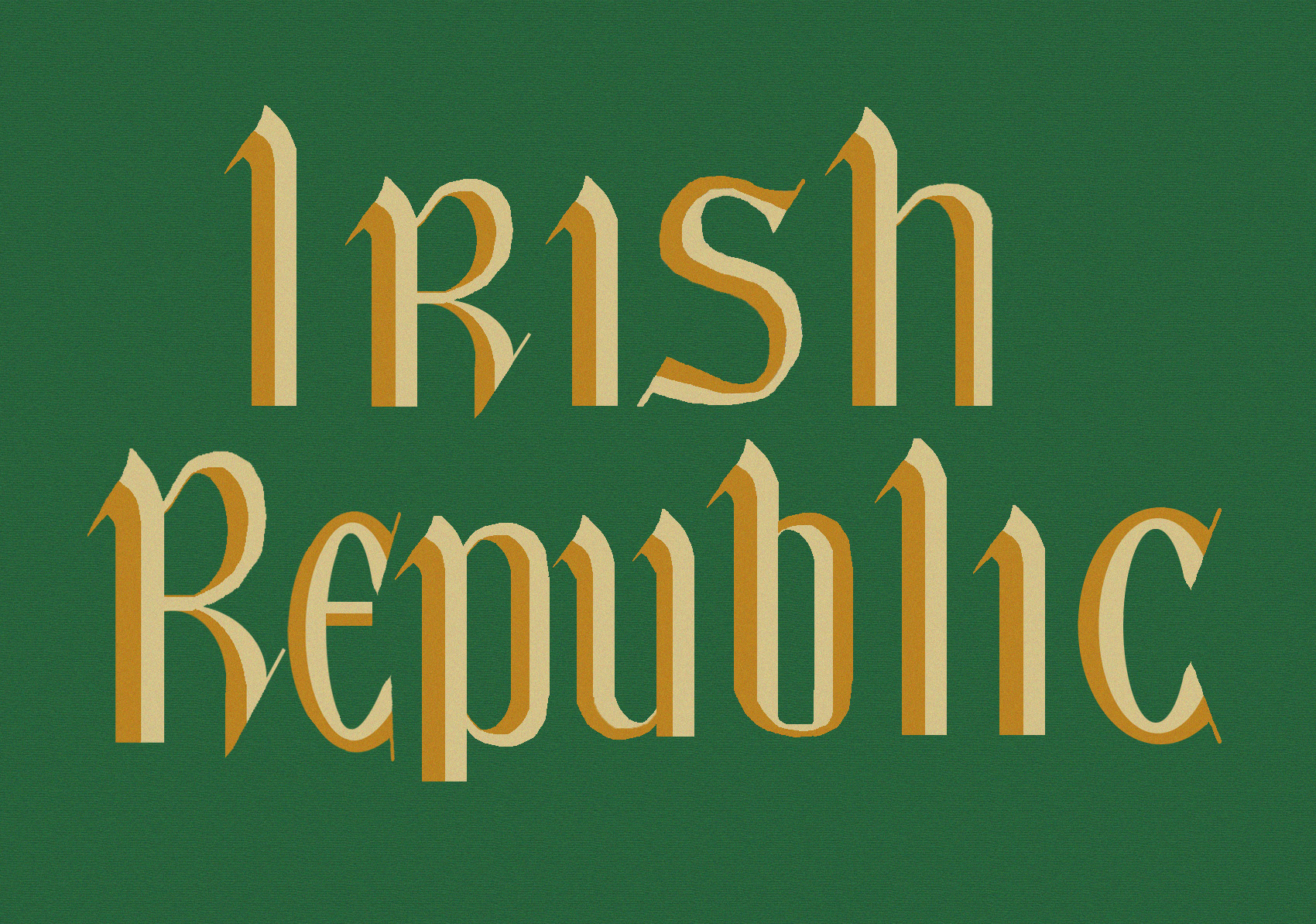
부활절 봉기 중 더블린 중앙우체국에 걸린 아일랜드 공화국기

제1차 세계대전을 계기로 아일랜드 의용군에서 아일랜드 의회당이 분리되어 나가자 의용군을 지위하는 위원회는 아일랜드 공화주의 형제단이 장악하게 되었다. 여전히 아일랜드 의용군의 명목상 대표를 맡고 있던 에오윈 멕네일은 대중적 지지가 있을 때까지 무장봉기를 연기해야 한다고 주장하였으나 아일랜드 공화주의 형제단 소속의 의용군 지휘부는 이러한 생각에 반대하였다.
한편, 사회주의적 성향의 노동운동 세력이 중심이었던 아일랜드 시민군은 더 이상 봉기가 연기될 경우 독자적으로 무장봉기를 단행하겠다는 의사를 분명히 하였다. 200명에 불과한 아일랜드 시민군의 봉기가 실패하면 또 다른 무장봉기의 가능성이 없어질 것이라고 판단한 아일랜드 의용군은 1916년 부활절을 기해 무장봉기를 감행하기로 결정한다.
1916년 부활절 주간이 되자 아일랜드 의용군은 아일랜드 시민군과 함께 더블린에서 무장봉기를 일으켰다. 이들은 중앙우체국을 점령하고 아일랜드 공화국 기를 내걸었다. 패트릭 피어스는 중앙우체국 정문에서 유명한 부활절 선언문을 낭독하였다. 더블린 시민들의 첫 반응은 그리 열렬한 것이 아니었다. 시민들은 이 사태를 갑작스럽게 여겼으며 일부는 오히려 봉기한 의용군을 비난했다. 그러나 영국군의 무자비한 탄압에 무고한 시민들이 희생되고 패트릭 피어스를 비롯한 봉기의 주도자들이 처형되자 아일랜드인들은 영국의 잔혹한 처사에 분개하였다. 이들의 희생은 아일랜드인들에게 독립에 대한 각성을 가져왔다.

## 아일랜드 공화국군
아일랜드 의용군의 봉기는 실패로 돌아갔으나 무장 독립 투쟁은 아일랜드인들에게 광범위한 지지를 얻게 되었다. 부활절 봉기로 인해 급격히 지지도가 신장한 신페인이 1918년 공화파에 의해 치러진 총선에서 승리하여 아일랜드 의회의 다수당이 되자 아일랜드 의용군을 계승한 군사 조직의 결성이 추진되었다. 1919년 아일랜드 의회는 마이클 콜린스를 수장으로 하는 아일랜드 공화국군의 설립을 정식 승인하였다.

## 아일랜드 방위군
오늘날 아일랜드의 군사인 아일랜드 방위군은 아일랜드 의용군의 결성일인 1913년 11월 25일을 창군일로 기념하고 있다.